# Чуман (приток Бурлы)
Чуман — река в Новосибирской области России. Длина реки — 70 км, площадь водосборного бассейна — 287 км². Впадает в реку Бурла в 168 км от устья по правому берегу. Высота истока — 115 м над уровнем моря. Высота устья — 108 м над уровнем моря.

## Данные водного реестра
По данным государственного водного реестра России относится к Верхнеобскому бассейновому округу, речной бассейн реки — бессточная область междуречья Оби и Иртыша, водохозяйственный участок реки — бассейн Большого Топольного озера и реки Бурла.